# 1814年憲章

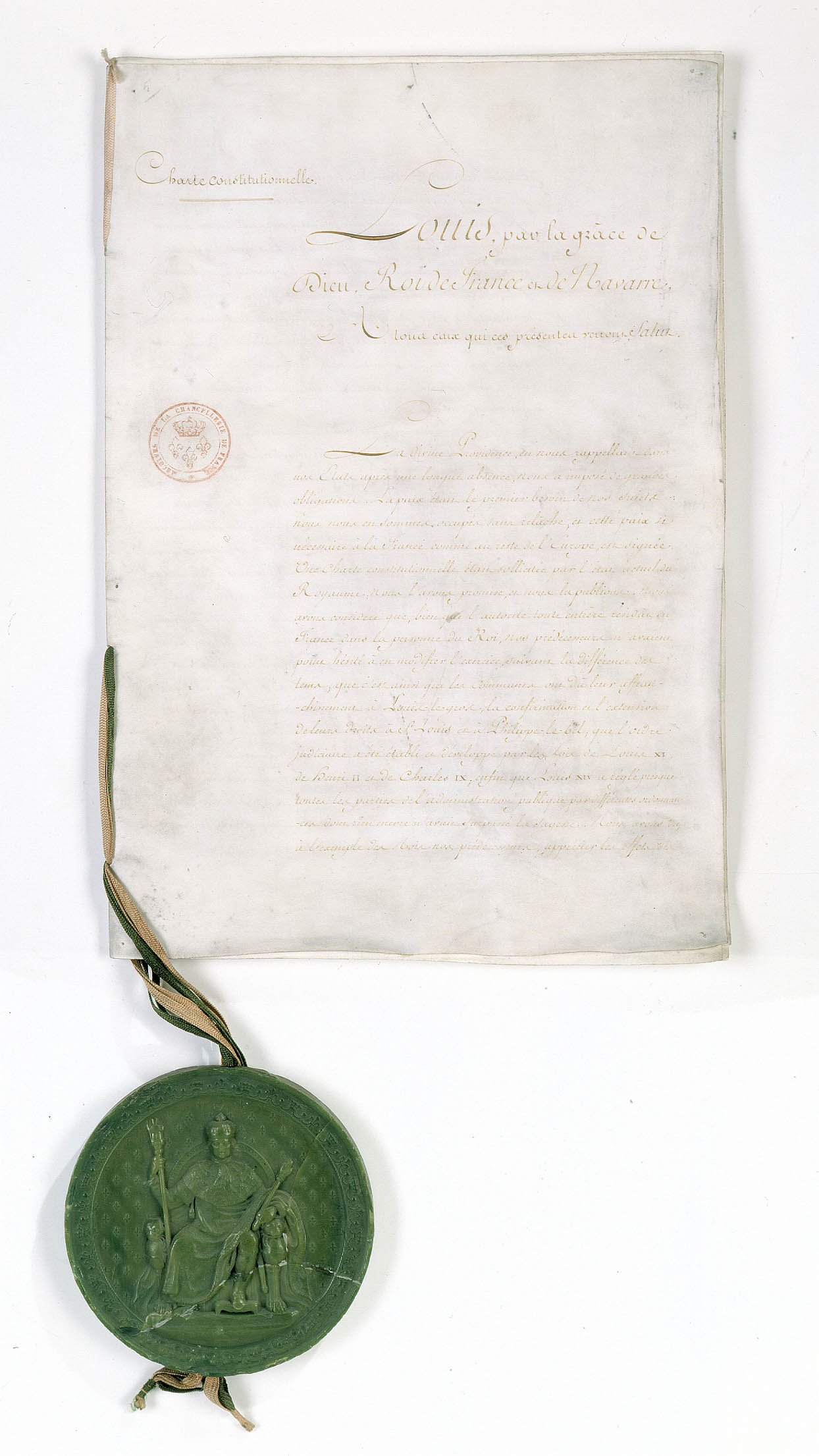
1814年憲章

1814年憲章（フランス語: Charte constitutionnelle de 1814）は、ナポレオン戦争敗北後のフランスの臨時政府と元老院が王政を復活させる憲法草案（元老院憲法）を1814年4月6日に起草したところ、これを拒否したルイ18世が1814年6月4日に公布した欽定憲法である。
ルイ18世（当時のプロヴァンス伯爵ルイ・スタニスラス・グザヴィエ）は、国民の意志に基づき王位に就くのではなく、1795年のルイ17世の死後神権に基づき王位に就いたという建前から、公布の日付が「朕の治世の19年目（notre règne le dix-neuvième）」と記されるなど、元老院憲法とは相容れないものであった。ナポレオン1世の百日天下後、1815年7月までは施行が停止された。
憲章は妥協、さらに宥恕の文書を目指し、革命と帝政の諸成果を保持しながらブルボン朝を再興する。「シャルト（Charte）」はアンシャン・レジーム的な語であり、「コンスティテューショネル（constitutionnelle）」は革命的な語であるなど、その題名自体に妥協の跡が色濃く表れているのである。
憲章により、国王は国政上中心的役割を担い、親政が確立される。「フランスの全権は国王一身にある（L'autorité tout entière (réside) en France dans la personne du Roi）」とされ、この憲章により国王は「神聖不可侵（inviolable et sacrée）」とされるのである。

## 憲章の法文

### 起草委員会
1814年5月18日、不公告の命令により、ルイ18世は22人からなる「起草委員会（commission de rédaction）」を設置した。
議長はダンブレで、次の者を含む。
- 「国王の委員（commissaires royaux）」3人：モンテスキュー（フランス語版）、フェラン（フランス語版）、ブニョ（フランス語版）
- 元老院議員9人：バルベ＝マルボワ（フランス語版）、バルテルミー、ボワシ・ダングラ（フランス語版）、フォンターヌ（フランス語版）、ガルニエ（フランス語版）、パストレ（フランス語版）、ユゲ・ド・セモンヴィル（フランス語版）、セリュリエ、ヴィマール（フランス語版）
- 立法院議員9人：ブランカール・ド・バイユール（フランス語版）、ショーヴァン・ド・ボワ＝サヴァリー（フランス語版）、シャボー＝ラトゥール（フランス語版）、クローゼル・ド・クセルグ（フランス語版）、デュシェーヌ・ド・ジルヴォワザン（フランス語版）、ファジェ・ド・ボール（フランス語版）、フォルコン（フランス語版）、レネ（フランス語版）、ペレ＝デュアメル（フランス語版）

初会合は5月22日。

### 憲章の性格
この憲章は、フランスの国政に携わる者（国王と両議院）の責任規定を全面再編する文書である。
ルイ＝フィリップの「1814年の回想録（Souvenirs de 1814）」によると、ルイ18世は憲章を現在まで有効な古来の基本法の特例、換言すれば新王国基本法のようなものとはみなしていなかった。憲章が王位継承や摂政に関して何も定めていないからである。ルイ18世は憲章を君民協約のようなものではなく、単に旧体制下の全国三部会や高等法院に代わって、国王が国民に与えた諸権利を定め、国民に妥協して王権との関係を調整する勅許状のようなものとみなしていた。

### 憲章の内容

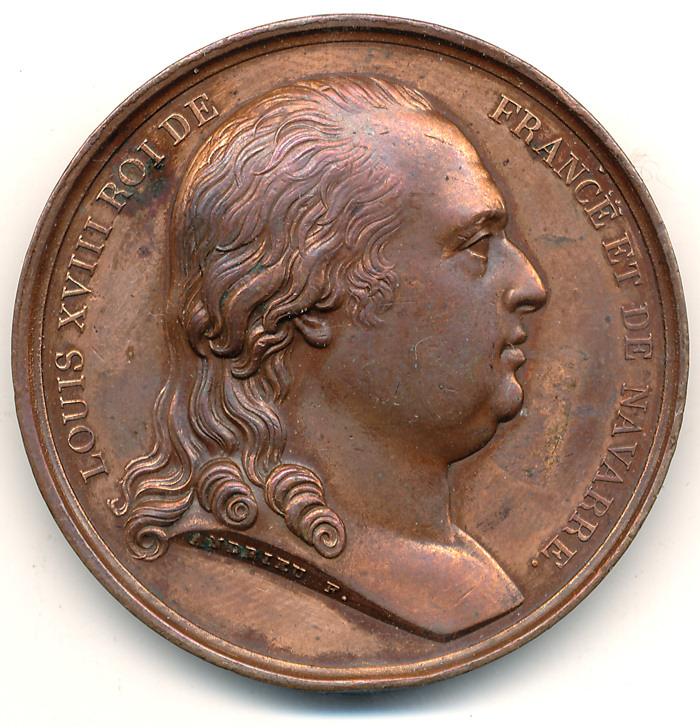
ルイ18世の肖像が刻まれた憲章公布記念メダル

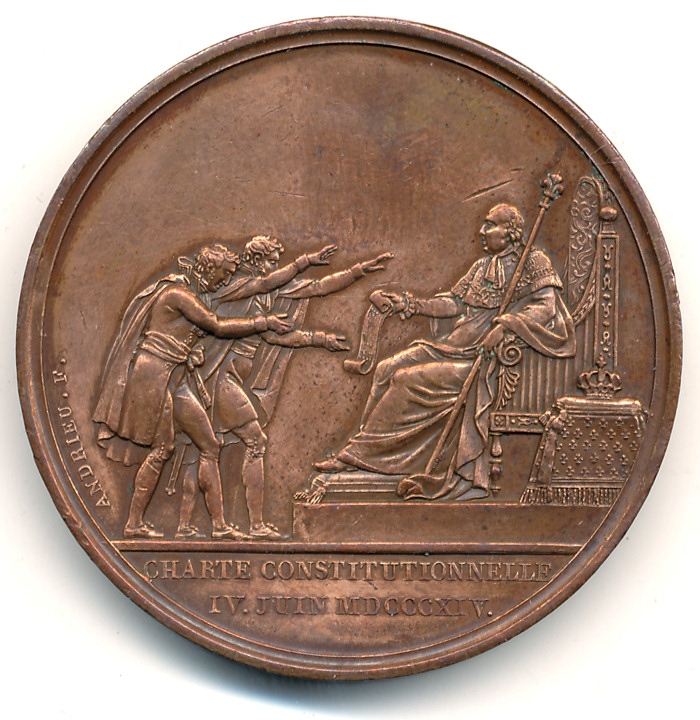
メダルの裏。1814年6月4日の憲章公布の荘厳な催しが刻まれている

- 所有権[6]、出版と表現の自由[7]、信教の自由[8]（ただし、カトリックが国教とされる[9]）等の個人の諸権利の保障。

- 徴兵制度の廃止[10]。

- 国有財産売却問題（フランス語版）は不問に付される[6]。未売却の国有財産のみが旧亡命貴族に返還される。

- 執行権は国王に帰属する[3]（講和、宣戦、同盟、任官大権がある[11]）。国王は「法律の執行と国家の安全のために（pour l’exécution des lois et la sûreté de l’État）」勅令を制定する権限を有する[11]。国王は陸海軍を指揮する[11]。国王は法案提出権と法律公布権を有する[12]。国王は大臣を任命し、大臣は国王に対してのみ責任を負うが[3]、代議院は大臣を告発することができる[13]。大臣は両議院の議員の中から選ばれることができる[14]。

- 立法権は、法案提出権を独占する国王と両議院とが共同行使する[15]。貴族院は王国の貴族からなり、貴族院議員は国王が任命する（終身または世襲）[16]。代議院は納税額による制限選挙（被選挙人になるには直接税1,000フラン以上[17]、選挙人になるには直接税300フラン以上[18]の納税者であることを要する）で選出された者からなり、代議院議員は毎年5分の1が改選される[19]。国王は代議院を解散することができる[20]。両議院は徐々に勅語奉答権を獲得し、政府に対する質問、そして追及をすることができるようになるが、追及等により内閣総辞職が義務付けられるものではない。

- 司法権は、国王により任命され罷免されない裁判官に委ねられる[21]。陪審制度は維持される[22]。すべての法典は効力を維持する[23]。国王は重要な司法上の権限を留保する[24]。

- 革命前の旧貴族はその称号を回復するが、帝政貴族もその称号を保持する。貴族は「いかなる公的な負担および義務の免除も（aucune exemption des charges et des devoirs de la société）」与えられない[25]。

- 選挙権は、納税額（直接税300フラン以上）の条件をみたす満30歳以上の男子に与えられる[18]。時代的に、普通選挙を確立するのは論外である上、選挙権は公務の一つとみなされていたからである[26]。自由主義者は納税額による制限選挙を支持していなかったとはいえ、これに適合しようと試みた。被選挙権の条件は満40歳以上かつ直接税1,000フラン以上の男子と定められる[17]。これらの条件に照らすと、主体的に政治に参加できる市民は、選挙人約10万人と被選挙人約1万5,000人ということになる[27]。

- 厳格な中央集権政策の一環として、革命と帝政で確立された行政組織は大幅に温存される（市区町村長、県会議員および郡会議員は、政府または知事による任命制）。

## 王政の法意

### 欽定憲章
憲章は、将来のすべての法律および行為はこの憲章の条項を尊重しなければならず、国王も臣民と同様に従わなければならないとしている。しかし、王党派の一部は、憲章は国王が授与したものであることから、国王一身の下に位置するものと解釈する。
また、憲章は国王によって政策的に授与されたものとされ、フランス革命の語彙を避けている。国王ルイ18世はフランスの人々を安撫しようとするのである。

### 憲章前文
前文では、国王は「長きにわたる不在（longue absence）」から戻り、臣民の父、そして調停者たらんとし、「臣民の願い（vœu du peuple）」には「国王にふさわしい（digne du roi）」行動によって応えるとうたわれている。
また、「時の連鎖を結び直す（renouer la chaîne des temps）」必要があるとうたわれており、フランス革命とナポレオン時代は忘れ去られるべき悪夢にすぎないとしている。もっとも、アンシャン・レジームとの連続性が求められるとはいえ、絶対王政への回帰はしないとしている。

## 妥協の試み
この憲法は明らかに当時のイギリスの立憲君主政体を模範としたものである。すなわち、
- イギリス風の二院制議会を確立している（貴族議員・勅任議員からなる貴族院と公選議員からなる代議院）。
- この憲法による政治体制は準議院内閣制ということができる。明文上、議院による内閣の打倒は予定されていないが、「勅語奉答（adresses）」の制度が徐々に確立され、13条（内閣は責任を負う旨定める）の責任客体の範囲が拡張解釈されるようになる。

このように、制度的には権力相互間で抑制と均衡が図られ、政治的には王政が復活するが、もはや革命で否定された専制ではなくなるなど、多くの妥協の試みがあることがわかる。
しかるに、超王党派は憲章に猛反対し、法文を無視して絶対王政へ回帰しようとした。これに対し、自由主義的王政主義者の一派は純理派と呼ばれた。